# Hawke Racing Cars
Hawke Racing Cars – brytyjski konstruktor samochodów wyścigowych, założony w 1969 roku przez Davida Lazenby’ego. Uczestniczył w Formule Ford i Formule 3. Upadł w 1978 roku.

## Historia
Hawke Racing Cars został założony w 1969 roku przez byłego szefa Lotus Components, Davida Lazenby’ego. Początkowo produkował samochody dla Formuły Ford i Formuły Ford 2000, a pierwszym sukcesem Hawke’a było mistrzostwo Toma Walkinshawa w Szkockiej Formule Ford w 1969 roku. W latach 70. Hawke produkował udane samochody, w tym model DL15, którym sukcesy odnosił Derek Warwick. W 1974 roku kontrolę nad firmą przejął Mike Keegan, ojciec Ruperta i właściciel British Air Ferries. Keegan planował zbudować samochody Formuły 1 i Formuły 3 zaprojektowane przez Adriana Reynarda. Projekt Formuły 1 nigdy nie został zrealizowany, natomiast samochód Formuły 3 okazał się nieudany. Samochody Hawke w Formule Ford również stały się mniej konkurencyjne i firma upadła w 1978 roku.